# شرکت راه‌آهن سعودی
شرکت راه‌آهن سعودی (عربی: الشركة السعودية للخطوط الحديدية) شرکت دولتی ترابری ریلی عربستانی است، که در سال ۱۹۵۱ تأسیس شد.